# Dong Thap (provincie)
Dong Thap (vietnamsky Đồng Tháp) je provincie na jihu Vietnamu. Žije zde přes 1,6 milion obyvatel, hlavní město je Cao Lanh.

## Geografie
Provincie leží na jihu Vietnamu v deltě řeky Mekong. Sousedí s provinciemi An Giang, Can Tho, Vinh Long, Tien Giang a Long An. Na severu sousedí s Kambodžou. Je zde převážně tropické klima.